# Omar Barghouti

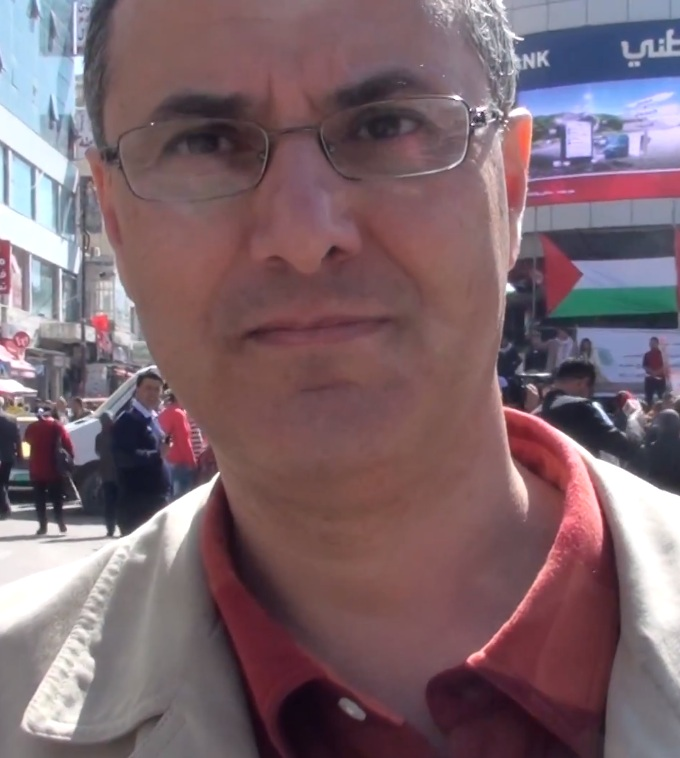
Omar Barghouti (2016)

Omar Barghouti (arabisch عمر البرغوثي, DMG ʿUmar al-Barġūṯī; geboren 1964 in Katar) ist ein Gründungsmitglied der Palestinian Campaign for the Academic and Cultural Boycott of Israel (PACBI) und Mitbegründer der Kampagne Boycott, Divestment and Sanctions (BDS). 

## Leben
Barghouti ist Sohn palästinensischer Eltern. Er wuchs auf in Ägypten. 1982 zog er in die USA, wo er elf Jahre lang lebte und ein Studium der Elektrotechnik an der Columbia University abschloss. 1993 heiratete er eine Palästinenserin mit israelischer Staatsbürgerschaft und zog mit ihr nach Israel. Er hat eine dauerhafte Aufenthaltsgenehmigung für Israel und lebt in Akka. Er schloss ein Studium der Philosophie (Ethik) an der Universität Tel Aviv ab und arbeitet an einem Doktorat.
Im März 2017 wurde Barghouti in Israel aufgrund des Vorwurfes der Steuerhinterziehung von etwa 700.000 US-Dollar verhaftet, doch bis Juni 2021 wurde im Zusammenhang mit der Verhaftung keine Anklage erhoben.

## Positionen
Barghoutis politische Ansichten entsprechen weitgehend jenen der BDS-Bewegung, die er mitbegründet hat.

### Zwei-Staaten-Lösung
Barghouti ist gegen die Zwei-Staaten-Lösung, da er der Ansicht ist, dass ein palästinensischer Staat nicht lebensfähig wäre und die „grundlegende Ungerechtigkeit“, die den Palästinensern angetan wurde, nicht beseitigen würde. Er unterstützt dagegen eine Ein-Staat-Lösung, die das heutige Israel und die palästinensischen Gebiete umfasst, die durch einen „nicht-religiösen, demokratischen Staat“ ersetzt werden, „der sowohl den Palästinensern (einschließlich der Flüchtlinge) und den israelischen Juden eindeutige Gleichberechtigung zusichert, was die Staatsbürgerschaft, individuelle und gemeinschaftliche Rechte betrifft“. Palästinensischen Flüchtlingen sollte es gestattet werden, in diesen Staat zurückzukehren, und dieser würde eine „transparente und nicht-diskriminierende Einwanderungspolitik“ verfolgen.
Barghouti lehnt das Konzept eines binationalen Staates ab; er meint: „Das binationale Modell geht davon aus, dass es zwei Nationen mit gleichwertigen und rivalisierenden moralischen Ansprüchen auf das Land gibt, und deshalb müssten wir den Rechten beider Nationen Rechnung tragen“. Barghouti argumentiert stattdessen, dass ein gemeinsamer, nicht-religiöser Staat mit gleichen Rechten für Juden und Palästinenser der einzige Weg sei, „die unveräußerlichen Rechte der einheimischen Bevölkerung Palästinas auf Selbstbestimmung, Rückführung und Gleichheit, die von der UNO bestätigt wurden“ mit den „erworbenen Rechten der Koexistenz der israelischen Juden im Land Palästina – als Gleichberechtigte, nicht als Kolonialherren“ in Einklang zu bringen.

### Palästinensische Autonomiebehörde
Barghouti ist ein vehementer Kritiker der Palästinensischen Autonomiebehörde, die er als Werkzeug der israelischen Unterdrückung betrachtet:

„Im Westjordanland gibt es eine weitgehend willfährige Palästinensische Autonomiebehörde, die vor allem als Subunternehmerin der israelischen Besatzung fungiert, deren „Sicherheitsbedürfnisse“ bedient und sie von ihren zivilen Aufgaben in den Bereichen Bildung, Gesundheit, Abwasserentsorgung usw. entlastet.“

Außerdem wirft er der palästinensischen Führung vor, eigennützig zu sein und das Recht der palästinensischen Flüchtlinge auf Rückkehr faktisch aufgegeben zu haben:

“Palestinian officials, lacking a democratic mandate and running after the trappings of power, narrow economic interests, and privilege, have through years of a US-Israeli designed and managed “peace process” effectively surrendered the right of return as it is defined by the UN; accepted Israel’s occupation and colonization of key parts of the West Bank, including in East Jerusalem; expunged the 1948 Palestinians, who are Israeli citizens, from the very definition of the Palestinian people, indirectly legitimizing Israeli apartheid; forsaken the moral high ground by accepting a symmetry between the "claims of both sides;" and played along Israel’s public relations campaign of portraying its colonial conflict with the Palestinian people as merely one over some disputed land.”

Laut Barghouti sind sie „nicht gewählt und nicht repräsentativ“ und haben keinerlei Legitimität vom palästinensischen Volk.

### Israel
Barghouti beschreibt Israel als Apartheid-Regime: „Von nun an wird es zulässig sein, Israels Apartheidsystem mit dem seines südafrikanischen Vorläufers zu vergleichen. Vorschläge für praktische Maßnahmen, um israelische Institutionen für ihre Rolle in der rassistischen und kolonialen Politik ihres Staates zu bestrafen, werden folglich nicht mehr als indiskutabel gelten.“ Und: „Israels gesetzlich verankertes System der Diskriminierung als Apartheid zu bezeichnen – so wie das Tutu, Jimmy Carter und selbst ein ehemaliger israelischer Staatsanwalt getan haben –, ist keine Gleichsetzung von Israel mit Südafrika. Keine zwei Unterdrückungsregime sind identisch. Es wird vielmehr festgestellt, dass Israels Gewährung von Rechten und Privilegien nach ethnischen und religiösen Kriterien der UNO-Definition der Apartheid entspricht.“ Er greift auf Vergleiche mit Nazi-Deutschland zurück, um Praktiken der israelischen Regierung zu beschreiben: „Viele Methoden der kollektiven und individuellen ›Bestrafung‹ palästinensischer Zivilisten durch junge, rassistische, häufig sadistische und stets gleichgültige israelische Soldaten an den hunderten Straßensperren, die über die besetzten palästinensischen Gebiete verstreut sind, erinnern an gängige Praktiken der Nazis gegen die Juden.“ Er meint, dass „die israelische Gesellschaft sich politisch ganz weit nach rechts verschiebt, wobei ethnische Säuberung zu einem Mainstream-Ausdruck geworden ist, der in akademischen Kreisen, den Medien, im Parlament und in Konferenzen verwendet wird.“

### Dialog und der „Friedensprozess“
Barghouti ist skeptisch gegenüber dem „Friedensprozess“, den er häufig in Anführungszeichen setzt. Er glaubt nicht, dass Dialog mit Israel oder den Israelis die Unterdrückung der Palästinenser beenden wird. Barghouti ist der Ansicht, dass Palästinenser, die sich mit Israelis in intellektuellen Debatten und künstlerischen Partnerschaften im Geiste des interkulturellen Dialogs auseinandersetzen, losgelöst von der politischen Ökonomie der Vertreibung der Bevölkerung und der Besatzung des Territoriums, sich "moralischer Blindheit und politischer Kurzsichtigkeit schuldig machen". Samir El-Youssef entgegnete, dass "Barghoutis 'wahrer Frieden auf der Grundlage von Gerechtigkeit' darin besteht, dass Israel bestraft und in die Knie gezwungen werden muss, bevor es einem Palästinenser erlaubt wird, einen Israeli auf der Straße zu grüßen". Er erklärte, dass ein Ende der israelischen Besatzung im Westjordanland die Aktionen der BDS-Bewegung nicht beenden wird, da die Mehrheit der Palästinenser Flüchtlinge sind, die im Exil leben und ein Recht auf Rückkehr haben.

## Einschränkung der Reisefreiheit
Der israelische Innenminister Arje Deri sagte bei einer Anti-BDS-Konferenz im März 2016, dass er in Betracht ziehe, Barghouti die dauerhafte Aufenthaltsgenehmigung für Israel zu entziehen.
Als Reaktion darauf gab Amnesty International im April eine Erklärung ab, in der sie „nach Drohungen israelischer Minister mit Körperverletzungen und dem Entzug grundlegender Rechte“ ihre Besorgnis über „die Sicherheit und Freiheit des palästinensischen Menschenrechtskämpfers Omar Barghouti und anderer Aktivisten der Bewegung für Boykott, Desinvestition und Sanktionen (BDS)“ zum Ausdruck brachte.
Im Jahr 2016 verweigerte das israelische Innenministerium Barghouti die Verlängerung seiner Reiseerlaubnis, was seine Möglichkeiten einschränkte, ins Ausland zu reisen, und beschied ihm, dass sein dauerhaftes Aufenthaltsrecht überprüft werde, da es Hinweise darauf gebe, dass sein „Lebensmittelpunkt“ im Westjordanland liege. Im März 2016 sagte der israelische Innenminister Aryje Deri: „Ich habe Informationen erhalten, dass er in Ramallah lebt und er seinen Aufenthaltsstatus dazu benutzt, um in die ganze Welt zu reisen, um sich auf gravierendste Weise gegen Israel zu betätigen. Er hat ähnliche Rechte wie ein Staatsbürger erhalten, und er nutzt unseren aufgeklärten Staat aus, um uns als den schrecklichsten Staat der Welt darzustellen.“ In einer E-Mail an Haaretz schrieb Barghouti: „Die Weigerung, mein Reisedokument zu erneuern, ist also eindeutig politisch motiviert … Sie ist nicht nur eine Einschränkung meiner Bewegungsfreiheit; Rechtsexperten sehen sie als ersten Schritt, mir die ständige Aufenthaltsgenehmigung zu entziehen, eine eindeutig politische und rachsüchtige Maßnahme, die keine rechtliche Grundlage hat.“ Aufgrund der Einschränkung seiner Reisefreiheit konnte Barghouti 2016 nicht bei einer Konferenz an der Stanford University über die BDS-Bewegung anwesend sein, doch am 27. April 2016 sprach er über eine Skype-Verbindung von Israel aus zu der Konferenz.
Im April 2017 hob ein israelisches Gericht das Reiseverbot gegen Barghouti vorübergehend auf, und er reiste in die USA, wo er im Rahmen einer Zeremonie an der Yale University mit dem Gandhi Peace Award ausgezeichnet wurde. Aufgrund der Kontroverse, die entstand, distanzierte sich die Hochschule von der Auszeichnung.
Im Februar 2019 forderte Amnesty Israel auf, „das willkürliche Reiseverbot“ zu beenden und legte dar, dass mit der Weigerung der israelischen Behörden, Barghoutis Reisedokument zu verlängern, de facto ein Reiseverbot gegen Barghouti verhängt wurde.

## Kritik
Nachdem Barghouti im Februar 2013 eine Stellungnahme in der New York Daily News veröffentlicht hatte, in der er die BDS-Bewegung unterstützte, reagierte die Daily News selbst mit einem Leitartikel, in dem es hieß, Barghouti sei „ein geschickter Propagandist“ und dass „er Unwahrheit auf Unwahrheit häuft, um Israel als unerbittlichen Unterdrücker der Palästinenser darzustellen, der gegen den menschlichen Anstand verstößt, und um Israel allein für die Missstände verantwortlich zu machen, unter denen sie leiden“. In der Kritik heißt es, Barghouti wolle einen „nicht-religiösen, demokratischen Staat, der auf einem Zustrom von Arabern aufbaut, die die Bevölkerung dominieren und mittels Wahlen Israel als jüdische Nation beseitigen soll. Das ist letztlich die schändliche Wahrheit hinter seinen Verleumdungen.“
Barghouti setzt sich für einen weltweiten wirtschaftlichen, kulturellen und akademischen Boykott Israels ein, hat jedoch selbst an einer israelischen Universität studiert. Als er dazu befragt wurde, sagte er: „Mein Studium an der Universität Tel Aviv ist eine persönliche Angelegenheit, und ich habe kein Interesse daran, dies zu kommentieren.“ Als er 2015 in einem Interview mit der Associated Press nach seinem Studium an einer israelischen Universität gefragt wurde, sagte Barghouti, dass Palästinenser „unmöglich die gleichen Boykottrichtlinien einhalten können, die von ausländischen Personen verlangt werden“, und dass die „einheimische Bevölkerung“ Anspruch auf alle Leistungen habe, die sie vom System erhalten könne.

## Ehrungen und Auszeichnungen
- 2017 Gandhi Peace Award (USA)

## Publikationen
- BDS für Menschenrechte. Die Köpfe dekolonisieren. In: Fritz Edlinger (Hrsg.): Palästina. Hundert Jahre leere Versprechen. Promedia, Wien 2017, ISBN 978-3-85371-857-5.
- Boykott – Desinvestment – Sanktionen. Die weltweite Kampagne gegen Israels Apartheid und die völkerrechtswidrige Besatzung Palästinas. ISP, Köln 2012, ISBN 978-3-89900-136-5. Deutsche Übersetzung von Paul B. Kleiser, Sophia Deeg, Ulla Varchmin
- The cultural boycott: Israel vs. South Africa. In: Audrea Lim (Hrsg.): The Case for Sanctions Against Israel. Verso, London 2012, ISBN 978-1-84467-450-3, S. 25–38 (englisch).